# Кочубей, Сергей Викторович
Князь (1831) Сергей Викторович Кочубей (1820—1880) — полтавский губернский предводитель дворянства; действительный статский советник.

## Биография
Младший сын главы правительства Виктора Павловича Кочубея и Марии Васильевны Васильчиковой. Родился в Петербурге 5 (17) декабря 1820 года, крещён 20 декабря в Симеоновской церкви на Моховой при восприемстве мещанина Федосия Трифоновича Шевикова.
В 1840 году окончил юридический факультет Императорского Санкт-Петербургского университета со званием действительного студента. Был причислен к Департаменту уделов. Служа на Кавказе и в Закавказье, занимался разработкой залежей каменного угля. Позднее — чиновник для особых поручений при Министерстве внутренних дел; 8 января 1847 года получил орден Святого Владимира 4-й степени; в 1854 году был произведён в статские советники.
С. В. Кочубей стал одним из первых членов Санкт-Петербургского Императорского яхт-клуба. На своей яхте в 1849—1850 годах совершил путешествие вокруг Европы из Кронштадта в Чёрное море.
Вместе с братом Михаилом занимался организацией Акционерных обществ. Правительство Российской империи заключило договор с князем, согласно которому он обязался построить на юге России завод для изготовления железных рельсов, но в 1869 году Сергей Викторович за 24.000 фунтов стерлингов продал концессию Джону Юзу. По одной из версий, он получил 980 акций на общую сумму 240 000 рублей и был назначен почётным директором созданного Новороссийского общества.
Получив в наследство от отца библиотеку, которая насчитывала до 30 000 названий, в 1876 году, «желая принести пользу благому делу просвещения», князь Кочубей пожертвовал её Императорской публичной библиотеке в Санкт-Петербурге при условии: «поместить выбранные из собрания книги в одном из залов библиотеки с портретом Виктора Павловича и оставшиеся передать в Харьковский университет».
Библиотека отобрала в свой фонд 2 429 книг в том числе несколько очень редких. С 1878 года — почётный член Публичной библиотеки.
Скончался 4 (16) декабря 1880 года; похоронен в семейной усыпальнице в Диканьке.

## Семья
Жена (с 1859 года) — Софья Александровна Демидова (1824—05.03.1875), фрейлина двора, дочь графа Александра Христофоровича Бенкендорфа от брака с Елизаветой Андреевной Бибиковой (в девичестве Донец-Захаржевской). В первом браке Софья Александровна была замужем за П. Г. Демидовым и имела двух сыновей. По словам руководителя жандармов Дубельта, взаимные чувства давно влекли Сергея и Софью друг к другу, еще в январе 1853 года Демидов застал у своей жены князя Кочубея и в порыве ревности вызвал его на дуэль. «Дуэль эта была предупреждена, Кочубей, объявил, что волочился за горничной г-жи Демидовой и был отправлен на службу в Смоленск». Овдовев в июне 1858 году, Софья Александровна вышла замуж за Кочубея. Скончалась от рака в Париже, похоронена в Николаевской церкви в семейной усыпальнице в Диканьке. У супругов родились двое сыновей:
- Виктор (1860—1923), женат на княжне Елене Константиновне Белосельской-Белозерской (1869—1944), дочери К. Э. Белосельского-Белозерского.
- Василий (1862—1911), первым браком (с 11 января 1884 года; Париж)[9] женат на Жозефине-Пипите Францисковне Серрано (исп. Josefa  Serrano  y  Dominguez; 1865—1946), дочери испанского маршала и посла в Париже герцога де ла Торре; вторым браком был женат (с 21 мая 1904 года)[10] на Наталье Афанасьевне Столыпиной (1872—1915), дочь А. В Столыпина.
  - Сергей Васильевич (1884—1909) — от первого брака, похоронен в Диканьке.